# Giri (Yamuna)
Die Giri (auch Giriganga; Hindi गिरि गंगा Giri Gaṅgā) ist ein rechter Nebenfluss der Yamuna im indischen Bundesstaat Himachal Pradesh.
Die Giri entspringt im Vorderen Himalaya im Distrikt Shimla. Sie fließt anfangs etwa 30 km in westlicher Richtung und wendet sich dann nach Südwesten. Die Giri bildet nun die Grenze zwischen den Distrikten Solan und Sirmaur. Nach weiteren 30 km wendet sich der Fluss nach Südosten und später nach Osten und teilt dabei den Distrikt Sirmaur in zwei flächenmäßig gleich große Teile. Im Süden trennt ein Bergkamm der Siwalikketten das Flusstal von der Gangesebene. Die Giri erreicht nach 140 km das rechte Flussufer der Yamuna, die gerade das Gebirge verlässt. Etwa 40 km oberhalb der Mündung wird ein Teil des Flusswassers über einen Stollen einem 7 km südsüdöstlich gelegenen Wasserkraftwerk am Südhang des südlich gelegenen Bergkamms zugeleitet. Das Girinagar-Wasserkraftwerk verfügt über zwei Turbinen zu je 30 MW. Unterhalb des Wasserkraftwerks strömt das Wasser dem Fluss Bata zu.